# Петровка (Каверинский сельсовет)
Петро́вка — деревня Каверинского сельсовета Добринского района Липецкой области.
Расположена в верховьях реки Самовочка притоке Битюга.
Деревня до 1918 года входила в состав Александровской волости Бобровского уезда, затем — в Самовецкую волость Бобровского уезда, а с 1923 года входила в состав Усманского уезда Воронежской губернии. В 1928 году вошла в состав Добринского района ЦЧО, с ноября 1938 по январь 1954 года находилась в составе Талицкого района Воронежской области, а с ликвидацией района вошла в состав Добринского района Липецкой области.
Название патрономическое — по имени первого владельца.

## История
Деревня возникла в 1803 году как сельцо Петровское.
Сельцо было вновь поселенное на земле, купленной у графа И. А. Безбородко, поручиком Петром Ивановичем Безсоновым.
На новой месте было поселено 47 душ мужского пола.
В 1859 году насчитывалось 15 дворов.

## Усадьба
Усадьба дворян Безсоновых возникла в начале XIX века.
В усадьбе насчитывалось 41 дворовых и 7 должностных лиц.
Крепостные находились на барщине. Накануне отмены крепостного права Безсонов владел 59 крепостными крестьянами мужского пола.

### Владельцы
- Безсонов Петр Иванович — поручик, титулярный советник, исправник Бобровского земского суда[5].
- Безсонов Иван Петрович — титулярный советник[4].
- Безсонов Дмитрий Петрович[6] — поручик[7].

## Население
| 2010 |
| ---- |
| 23   |